# Makàrovka (Vladímir)
|  | Per a altres significats, vegeu «Makàrovka». |

Makàrovka (en rus: Макаровка) és un poble de l'óblast de Vladímir, a Rússia, segons el cens del 2012 tenia 439 habitants. Pertany al districte municipal de Múrom.